# Diocese de Ecatepec
A Diocese de Ecatepec (em latim: Dioecesis Ecatepecensis) é uma diocese da Igreja Católica localizada no município de Ecatepec de Morelos, no estado do México, pertencente a Arquidiocese de Tlalnepantla no México. Foi fundada em 28 de junho de 1995 pelo Papa João Paulo II. Com uma população católica de 1.505.430 habitantes, sendo 86,4% da população total, possui 100 paróquias com dados de 2021.

## História
Em 28 de junho de 1995 o Papa João Paulo II cria a Diocese de Ecatepec através dos territórios da Arquidiocese de Tlalnepantla e da Diocese de Texcoco. 

## Lista de bispos
A seguir uma lista de bispos desde a criação da diocese em 1995.
|        | Nome                                     | Período     | Notas                           |
| Bispos | Bispos                                   | Bispos      | Bispos                          |
| ------ | ---------------------------------------- | ----------- | ------------------------------- |
| 2º     | Oscar Roberto Domínguez Couttolenc, M.G. | 2012 - 2024 | Nomeado Arcebispo de Tulancingo |
| 1º     | Onésimo Cepeda Silva                     | 1995 - 2012 |                                 |